# Guy Morançon
 (décembre 2008).
Si vous disposez d'ouvrages ou d'articles de référence ou si vous connaissez des sites web de qualité traitant du thème abordé ici, merci de compléter l'article en donnant les références utiles à sa vérifiabilité et en les liant à la section « Notes et références ».
 (décembre 2008).
Guy Morançon est un compositeur et organiste français, né à Marseille le 5 décembre 1927.

## Biographie
Né à Marseille, Guy Morançon fait ses études musicales au conservatoire de cette ville, puis à l’Académie musicale Chigiana de Sienne, à l’Institut Grégorien de Paris et au CNSM de Paris. Ses principaux maîtres sont, en orgue, Marcel Prévot, Alexandre Cellier, Marcel Dupré, en direction d’orchestre, Louis Fourestier, Paul van Kempen, Carl Schuricht, en direction de chœur, Élisabeth Brasseur, et en écriture et composition, Pierre Revel, Louis Saguer et Olivier Messiaen.
D’abord nommé maître de chapelle de la basilique Notre-Dame-des-Victoires, à Paris, il devient ensuite le titulaire du grand-orgue, dont le buffet, pour Cavaillé-Coll, était l’un des plus beaux de France. Soliste à Radio France, il s’est également produit avec l’Orchestre de Paris, et avec la Chapelle-Royale ; il a ainsi joué sous la direction de chefs tels que Pierre Boulez, Semyon Bychkov, Emmanuel Krivine, André Girard et Philippe Herreweghe...
Plusieurs pays l’accueillent pour concerts et tournées, en particulier les États-Unis d’Amérique, la Finlande, l’Allemagne… Son répertoire, très vaste, s’étend de la musique du Moyen Âge à aujourd’hui, et accorde une large place aux auteurs français, Couperin, mais encore Lefébure-Wély, Bonnal, Messiaen. 
En 1962, il fonde les Chœurs Jean-Baptiste Lully, qu’il dirige jusqu’en 1977, et avec lesquels  il donne les grandes œuvres du répertoire sacré, de Roland de Lassus à Olivier Messiaen, avec la collaboration des solistes internationaux tels que Maria Stader, Aldo Ciccolini, Jacques Villisech, Yvonne Loriod, Yi Kwei-Sze, Elisabeth Harwood, Rita Streich... Les principaux orchestres parisiens participent à ces concerts. 
On doit citer notamment la création intégrale en France de l’oratorio Elias de Felix Mendelssohn, en présence d’un descendant du compositeur allemand. Seuls des extraits avaient auparavant été donnés, essentiellement par la Société des Concerts au XIXe siècle. 
Comme compositeur, parmi un catalogue important et varié, on peut citer Œnochoé, symphonie chorégraphique, Tropes, pour grand orgue et 6 percussions, Solstices, pour flûte et piano, La Messe des Bergers de Provence, pour voix d’hommes et instruments traditionnels, Musique pour orgue et cordes, Suite Latine, Sirventès, Petit Livre pour la guitare, La Messe de Verlaine, pour voix de femmes, piano, percussion et ondes Martenot, Enneagone pour trio d’anches et orchestre à cordes, Dix Noëls de Provence, traités à l’ancienne pour orgue, Sept Pastorales pour quintette à vent, Salicornes pour alto et piano. 
Sa prochaine création a lieu au Val-de-Grâce en 2009. Plusieurs de ces œuvres sont des Commandes d’Etat et sont enregistrées en disques par des interprètes d’autres pays, notamment en Grande-Bretagne. Ses Noëls de Provence utilisent pour la plupart des thèmes traditionnels que ni Nicolas Saboly ni d’autres après lui n’avaient encore transcrits pour orgue, ou pour chœur. Leur succès a été considérable, tant en France qu’à l’étranger. Très récemment, à Québec, douze organistes jouaient douze de ses noëls.
De 1982 à 1991, il fut Directeur du Conservatoire Nadia Boulanger puis Inspecteur et Chargé de mission auprès de l’Inspecteur général de la Musique pour la Ville de Paris. Il préside l’association « Musique au Val-de-Grâce ».
Chevalier des Arts et Lettres, médaille d’argent de la ville de Paris, Guy Morançon a donc vu ses activités musicales se déployer, au cours des années, dans diverses directions, à savoir celles de l’orgue de concert, de l’orgue liturgique, de la direction de chœurs et d’orchestre, de l’enseignement privé et public et dans celle de la composition, à quoi s'ajoutent de nombreuses inaugurations d'orgue et tournées à l'étranger. Ajoutons à cela qu’il transcrit régulièrement pour orgue des pages de Liszt ou de Mozart, de Beethoven ou encore de Bach. 
Guy Morançon a enregistré chez Iramac (la première intégrale mondiale des œuvres pour orgue de Mendelssohn), Arion, Inédits-ORTF, Elyon, Jade, Mandala, Pathé-Marconi/EMI.

## Œuvres
- Dix noëls de Provence, pour orgue
- Quatre autres noëls de Provence, pour orgue
- Trois pièces pour grand-orgue
- Trois études pour orchestre à cordes, d'après Paolo Uccello
- Sirventès, pour guitare
- Musique pour orgue et cordes
- Fantaisie sur un thème de Heinrich Schütz, pour luth à 8 chœurs
- Messe de Verlaine, pour chœur de voix de femmes (de 1 à 4 parties) et trois instruments : piano, percussion et onde Martenot
- Enneagone, pour trio d'anches (hautbois, clarinette, basson) et orchestre à cordes
- Différenciations, pour quatre trombones basses
- Divertissement, pour flûte, hautbois, violoncelle et clavecin
- Divertissement, version pour flûte, clarinette, violon, violoncelle et clavecin
- Sept pastorales, pour quintette à vent
- Salicornes, pour alto à cordes et piano
- Prélude à l'Ile mystérieuse, en hommage à Jules Verne, pour dix instruments à cordes
- Ballade « Le page tremblant », sur des paroles de Paul Fort, pour chœur a cappella
- Quatuor à cordes
- Linéaires, pour chœur mixte, sur des paroles d'Albert Ginet
- Le navire qui chante dans l'arbre, pour chœur, paroles de Paul Fort

Ces pièces constituent la parfaite expression des racines du compositeur et de son langage. Des pastorales pour instruments à vent d'après des Noëls provençaux traditionnels, des pièces pour cordes ne recherchant pas une illusoire modernité, mais d'une grande sincérité d'écriture. Un concerto pour trois instruments à vent solistes et orchestre à cordes, dans lequel s'affrontent les solistes, entre eux aussi bien qu'avec l'orchestre, page magnifique à l'écriture souple et virtuose. Des pièces vocales qui montrent une connaissance intime de la voix. L'ombre de son maître Messiaen passe fugitivement sur certaines pages, comme pour mieux souligner que de ces influences s'est forgée une incontestable personnalité.
La grande tradition française, les couleurs de la Provence aussi bien qu'une harmonie subtilement contemporaine, et la rigueur d'écriture...

## Discographie
- Intégrale de l'œuvre d'orgue de Mendelssohn, par Guy Morançon au grand-orgue de l'Abbatiale Saint-Ouen de Rouen, Iramac
- Noëls de Provence, de Guy Morançon, par le compositeur au grand-orgue de la basilique Notre-Dame des Victoires, Paris, Mandala
- Guy Morançon : Enneagone pour hautbois, clarinette, basson et orchestre à cordes, Sept Pastorales pour quintette à vent, Trois études pour orchestre à cordes, d'après Paolo Uccello, par divers solistes, l'Ensemble de Musique Contemporaine de Moscou et Orchestre à cordes de l'orchestre National de Russie, sous la direction de Jean Thorel, Chant du Monde
- Guy Morançon, Musique pour orgue et cordes, par Hervé Désarbre, à l'orgue Cavaillé-Coll de l'église du Val-de-Grâce, et l'Ensemble Orchestral Stringendo dirigé par Jean Thorel, Mandala
- Guy Morançon, Messe des bergers de Provence, par le chœur les Baladins de la Chanson, dirigé par Henri Bouteille
- Schubert, Schumann, Rabaud, Fauré, Morançon, par Guy Deplus, clarinette, et Guy Morançon au grand-orgue de la basilique N.-D. des Victoires, Jade
- Mozart, œuvres pour orgue (Sonates, Choral, Marche, Variations) par Guy Morançon au grand-orgue de la basilique N.-D. des Victoires, Mandala
- Balbastre, La Marche des Marseillais, par Guy Morançon, Teldec
- Guy Morançon, noëls de Provence, par Rupert Gough, à l'orgue de la Royal Holloway, Université de Londres, Regent